# Eastern Professional Basketball League 1953-1954
La stagione EPBL 1953-54 fu l'8ª della Eastern Professional Basketball League. Parteciparono 6 squadre in un unico girone.
Rispetto alla stagione precedente si aggiunsero gli Hazleton Hawks. I Lebanon Seltzers si trasferirono a Pottsville, divendando i Pottsville Bolognas. I Lancaster Rockets ripresero la vecchia denominazione di Lancaster Red Roses. Gli Harrisburg Capitols scomparvero.
Durante la stagione i Pottsville Bolognas tornarono a Lebanon con il vecchio nome, ma fallirono prima della fine del campionato.

## Squadre partecipanti
- Berwick Carbuilders
- Hazleton Hawks
- Lancaster R. Roses
- Pottsville Bolognas/ Lebanon Seltzers
- Sunbury Mercuries
- Williamsport Billies

## Classifica
| Squadra                              | V  | P  | %    | GB |
| ------------------------------------ | -- | -- | ---- | -- |
| Sunbury Mercuries                    | 22 | 8  | 73,3 | -  |
| Williamsport Billies                 | 20 | 10 | 66,7 | 2  |
| Hazleton Hawks                       | 15 | 15 | 50,0 | 5  |
| Lancaster Red Roses                  | 15 | 15 | 50,0 | 5  |
| Berwick Carbuilders                  | 14 | 16 | 46,7 | 6  |
| Pottsville Bolognas/Lebanon Seltzers | 4  | 26 | 13,3 | 16 |

## Play-off

### Semifinali
|  | Lancaster Red Roses | 81 – 72 | Sunbury Mercuries |  |

|  | Lancaster Red Roses | 69 – 68 | Sunbury Mercuries |  |

|  | Williamsport Billies | 78 – 67 | Hazleton Hawks |  |

|  | Hazleton Hawks | 97 – 79 | Williamsport Billies |  |

|  | Williamsport Billies | 84 – 69 | Hazleton Hawks |  |

### Finale
|  | Williamsport Billies | 99 – 89 | Lancaster Red Roses |  |

|  | Lancaster Red Roses | 105 – 71 | Williamsport Billies |  |

|  | Williamsport Billies | 110 – 87 | Lancaster Red Roses |  |

### Tabellone
|  | Semifinali | Semifinali   | Semifinali  |             |           | Finale    | Finale | Finale |  |
|  |            |              |             |             |           |           |        |        |  |
|  | 1          | Sunbury      | 0           |             |           |           |        |        |  |
|  | 1          | Sunbury      | 0           |             |           |           |        |        |  |
|  | 4          | Lancaster    | 2           |             |           |           |        |        |  |
|  | 4          | Lancaster    | 2           |             | Lancaster | Lancaster | 1      |        |  |
|  |            |              |             |             | Lancaster | Lancaster | 1      |        |  |
|  |            |              | Wiliamsport | Wiliamsport | 2         |           |        |        |  |
|  | 3          | Hazleton     | Wiliamsport | Wiliamsport | 2         | 1         |        |        |  |
|  | 3          | Hazleton     |             |             |           |           |        |        |  |
|  | 2          | Williamsport | 2           |             |           |           |        |        |  |

## Vincitore
| Campione EPBL 1954               |
| -------------------------------- |
| Williamsport Billies (3º titolo) |

## Premi EPBL
- EPBL Most Valuable Player: Jack McCloskey, Sunbury Mercuries